# Опсикија
Опсикион или Опсикија (грч. θέμα Ὀψικίου) је била тема Византијског царства у северозападној Малој Азији (данашња Турска). Једна је од првобитне четири теме. По површини била је највећа тема. Налазила се најближе византијској престоници - Цариграду. Неколико устанака подигнуто је током 8. века на њеној територији, те је, ради лакшег управљања, подељена средином тог века на три мање теме. 

## Историја
Опсикија је једна од прве четири теме, основаних у 7. веку. Назив носи по латинској речи Obsequium ("пратња"), што се односило на јединице које су пратиле византијског цара у војним походима. Након великих пораза које су 640-тих година Византинци претрпели услед првог таласа муслиманских освајања, остаци војски са Блиског истока повучени су у Малу Азију и насељени у четири велике теме, од којих је једна била и Опсикија. У саставу ове теме налазиле су се области Мезија, Битинија, делови Галатије, Лидије и Пафлагоније. а простирала се од Дарданела до реке Халис, са центром у Анкири. Тачна година настанка теме није позната. Извори упућују на претпоставку да је основана већ 626. године, мада се њено постојање може пратити тек од 680. године. Могуће да је првобитно обухватала и делове Тракије. 
Опсикија је уживала јединствени положај у односу на друге теме Византије. Тако, њен управник није носио титулу стратега ("στρατηγος"), већ комеса ("κομης"). Она није била подељена на турме, већ на породичне кланове формиране од старих војничких породица. Положај у близини престонице давао је Опсикији већи значај од било које друге византијске теме. Комеси Опсикије често су се подизали против самих царева. Тако је 668. године, након смрти Констанса II на Сицилији, комес Мизезије извео државни удар. Опсикија је била главна база цара Јустинијана II. Тамо је овај византијски цар насељавао многе Словене заробљене у Тракији. Касније су ти Словени прелазили на страну Арабљана. Опсикијска војска устала је против Филипика Вардана (711-713), убице Јустинијана II, и довела Анастасија II на власт, да би и њега свргнула 715. године, постављајући Теодосија III на царски трон. Опсикијанци су подржали успон Лава III Исавријанца на престо 717. године. Патрикије Исос, комес Опсикије, неуспешно се побунио против овог цара. Опсикија је била база из које је Артавазд кренуо у освајање царске власти против цара Константина V. Опсикија је важила за центар иконодула, највећих противника иконокластичкој политици Изауријске династије. Као резултат тога, Константин је поделио Опсикију на две теме: Букеларион и Оптимату. 